# Belonophora wernhamii
Belonophora wernhamii är en måreväxtart som beskrevs av John Hutchinson och John McEwan Dalziel. Belonophora wernhamii ingår i släktet Belonophora och familjen måreväxter. Inga underarter finns listade i Catalogue of Life.